# 姜閎
姜閎（1461年—？），字道淵，號容菴，山東登州府黃縣人，軍籍，明朝政治人物。

## 生平
成化二十二年（1486年）丙午科山東鄉試第十五名舉人。弘治六年（1493年）中式癸丑科會試第六十三名，三甲第十四名進士。授松江府推官，調平阳，轉蘭州知州。与甘肃游击将军徐谦有隙，因徐谦麾下百户刘钦、王钦累骑而行，与姜闳相遇，冲撞其导从，姜闳斥责而缚之，钦部下军士遂率众入州衙喧闹，姜闳避伏床下，以为是徐谦主导，于是上奏弹劾。于時鞑虏入庄浪抢掠，巡按御史李高和兵备副使张天衢將此推到徐谦身上，徐谦奏辩，刑部右侍郎陶琰、锦衣卫指挥余置负责审讯後，以诬告之罪將李高、张天衢、姜闳发肃州卫永远充军。後遇赦歸鄉，著有诗文、家谱十二卷藏于家。自號容菴逸老，一时高其风節。

## 家族
曾祖姜叢；祖父姜浩；父姜文，教授。母陳氏。